# Micropus
Micropus es un género de plantas con flores perteneciente a la familia de las asteráceas. Comprende 25 especies descritas y de estas, solo 4 aceptadas. Es originario de Sudáfrica.

## Taxonomía
El género fue descrito por  Carlos Linneo  y publicado en Species Plantarum 2: 927. 1753. La especie tipo es: Micropus supinus L.

## Especies
A continuación se brinda un listado de las especies del género Micropus aceptadas hasta agosto de 2012, ordenadas alfabéticamente. Para cada una se indica el nombre binomial seguido del autor, abreviado según las convenciones y usos.
- Micropus amphibolus A.Gray
- Micropus californicus Fisch. & C.A.Mey.
- Micropus dasycarpa (Griseb.) P.Beauv.
- Micropus supinus L.